# John Berridge
Pour les articles homonymes, voir Berridge.
John Berridge (1er mars 1716 - 22 janvier 1793) est un revivaliste et auteur d'hymnes anglican évangélique. JC Ryle écrit qu'il est un des « évangélistes anglais du XVIIIe siècle » .

## Jeunesse
John Berridge est né à Kingston on Soar, dans le Nottinghamshire, le 1er mars 1716. Son père (également John Berridge) est un riche fermier et éleveur à Kingston, qui épouse Sarah Hathwaite, en 1714. Berridge est son fils aîné et a trois frères .
À quatorze ans, Berridge rentre chez lui. Le plan de son père est que Berridge apprenne à gérer la ferme familiale. Son père l'envoie finalement à Cambridge. Il s'inscrit en 1735 où il entre au Clare College le 12 juin. Il obtient son baccalauréat en 1739 et sa maîtrise en 1742. Berridge est élu Fellow de son collège en 1740, puis boursier Diggons en 1743. Berridge devient membre de la fondation en 1748. Cela lui permet de vivre au Clare College jusqu'en 1757. Ainsi, il y vit tout au long de sa première cure à Stapleford et pendant deux ans dans son vicariat à Everton. Il renonce à sa bourse le 1er juin 1764 .
Berridge a une « réputation à l'université comme un érudit approfondi » .

## Ministère ordonné
Berridge est ordonné diacre dans l'Église d'Angleterre le 10 mars 1744 et prêtre le 9 juin 1745. Il sert à partir de 1750 comme vicaire de Stapleford, Cambridgeshire (avec Tetworth, Huntingdonshire) 1750-1755 et vicaire d'Everton, Bedfordshire et Tetworth, Huntingdonshire 1755-93, jusqu'à sa mort .

### Curé de Stapleford, 1750-1755
De 1750 à 1755, Berridge est vicaire à Stapleford près de Cambridge, près du Clare College .
Il exerce ses fonctions avec « un désir sincère de faire le bien ». Il prêche et enseigne « l'importance de la sanctification ». Pourtant, comme Berridge l'a estimé plus tard, son ministère à Stapleford est infructueux parce qu'il ne croit ni ne prêche l'Évangile de la justification par la foi . Parce qu'il pense n'avoir « aucun effet bénéfique, spirituel ou moral » sur sa congrégation, il démissionne .

### Vicaire d'Everton, 1755-93
Le 1er juillet 1755, Berridge devient vicaire d'Everton, près de Sandy. Pendant que Berridge continue à vivre au Clare College, il emploie John Jones (1700-1770), un ecclésiastique libéral, comme vicaire résident. Un « désaccord domestique » conduit à la démission de Jones. Cet épisode peut expliquer « le degré et la nature des commentaires défavorables de Jones sur le caractère de Berridge » à la fois alors et plus tard .
De son ministère à Everton, Berridge écrit plus tard que, pendant les deux premières années, il a de nouveau prêché « la sanctification et la régénération aussi vigoureusement » qu'il le pouvait et encore sans succès. Berridge estime également qu'il imputait son manque de succès à ses auditeurs plutôt qu'à la mauvaise doctrine qu'il prêchait . La prédication de la sanctification avec l'évangile de la justification par la foi est la deuxième phase du développement religieux de Berridge .
Vers Noël 1757, Berridge commence à penser qu'il prêche peut-être une fausse doctrine. Il « médite sur un texte de l'Écriture » quand ce qui lui parut « comme une voix du ciel » lui dit : « Cessez de vos propres œuvres. Par cette épiphanie, il se rend compte que selon son ancienne croyance, où son salut dépendait en partie de ses œuvres, et "en partie grâce aux miséricordes de Christ" est fausse. Maintenant, il est assuré que son salut dépend uniquement des miséricordes du Christ, à savoir qu'il est « justifié par la foi » et que « la sanctification suit après la justification » .
Berridge ne précise pas sur quel texte de l'Écriture il réfléchissait, mais il se pourrait bien qu'il s'agisse d'Hébreux 4:10 en conjonction avec les Annotations de Matthew Poole sur la Sainte Bible (1700). Poole commente que « les vrais chrétiens ont cessé et se sont reposés de toutes leurs œuvres et travaux pécheurs » .
Après sa conversion au « vrai chemin du salut », Berridge commence à le prêcher. Comme il l'a écrit, pendant ses huit années de prédication de la « sanctification », il « n'a jamais amené une âme au Christ ». Mais, maintenant, les gens commencent à affluer « de toutes parts pour entendre le son glorieux de l'évangile. Les gens ne sont pas seulement venus à Everton pour entendre Berridge, mais en 1759, il se rend dans les villages voisins « prêchant efficacement aux paysans dans les champs et les granges ». Dans sa prédication itinérante, il couvre les comtés de Bedford, Cambridge, Essex, Hertford et Huntingdon .
Bien que Berridge prêche parfois au Whitefield's Tabernacle, Tottenham Court Road, à Londres, la plupart du temps, il confine sa prédication à « son propre district » où il a « plus qu'assez à faire » .
Berridge souffre d'asthme. Après neuf ans de prédication itinérante constante, de 1768 à 1773, il est trop malade pour se déplacer. Également en raison de son affaiblissement, « les congrégations à Everton commencent à diminuer ». Cependant, grâce à l'amélioration de la santé de Berridge et à la nomination en 1782 de Richard Whittingham comme vicaire, les congrégations s'agrandissent à nouveau .
Berridge fait face à l'opposition tout au long de son ministère. La plupart de l'opposition vient du « clergé non converti du Bedfordshire, du Huntingdonshire et du Cambridgeshire » où Berridge set rend .

## Derniers jours
Contrairement à certains méthodistes, Berridge ne s'est jamais marié et vit seul. Il n'a pas de parents ou de relations à distance de déplacement.
Non seulement Berridge n'est pas marié, mais il préconise le célibat clérical en donnant comme autorité biblique Jérémie 16 :2 dans lequel Dieu dit à Jérémie, un confrère prédicateur, « vous ne devez pas vous marier et avoir des fils ou des filles dans ce lieu » ,.
En janvier 1793, Berridge devient incapable de voyager et souffre d'une maladie asthmatique en phase terminale. Il meurt dans son presbytère à Everton le 22 janvier. Charles Simeon de Cambridge prêche le sermon funéraire le 27 janvier dans le cimetière d'Everton .

## Travaux
Les œuvres de Berridge sont nombreuses. Les notes sur les divers travaux sont tirées du Dictionary of National Biography, Volume 2 (1908).
1. A Collection of Divine Songs (1760), principalement à partir des hymnes de Wesley, volume qu'il supprima par la suite, lui substituant les Chants de Sion (1785 et 1815). Réédité dans une nouvelle édition en 1842 et inclus dans R. Whittingham, éd., The Works of John Berridge, with an Enlarged Memoir of his Life (1838).
2. Justification par Faith Alone : étant la substance d'une lettre du Rév. M. Berridge à Cambridge à un ecclésiastique du Nottinghamshire, rendant compte d'une grande œuvre de Dieu accomplie dans son propre cœur (lettre écrite d'Everton le 3 juillet 1758 et publiée pour la première fois en 1762). Aussi dans Les uvres du Rév. John Berridge (1838), 349-364. La lettre a également été reproduite en 1794 sous le titre « A Short Account of the Life and Conversion of Rev. John Berridge", et en 1827 et 1836 sous le titre "La grande erreur détectée, ou l'auto-justification rejetée".
3. The Christian World Unmasked, Pray Come and Peep (1773), une expression de la croyance religieuse de Berridge, qui a traversé de nombreuses éditions, et a été répondu par John William Fletcher dans les première et deuxième parties de ses Five Checks to Antinomianism . Le Rév. Richard Whittingham, qui avait été le vicaire de Berridge à Everton, a ajouté un court mémoire de sa vie à une réimpression de The Christian World Unmasked vers 1818.
4. Piété joyeuse, ou religion sans tristesse : illustrée dans des lettres choisies sur les vérités les plus importantes du christianisme (1792). Une sélection de lettres de Berridge.
5. Last Farewell Sermon, prêché au Tabernacle, près de Moorfields, le 1er avril 1792 dans The Works of John Berridge, AM (1838), 140-158.
6. Joyaux de l'Évangile : une collection de notes des marges de la Bible de John Berridge, vicaire d'Everton, 1755-1793 (1882).
7. Observations sur les passages de l'Écriture dans les travaux de John Berridge, AM (1838), 159-182.
8. Notes critiques dans une édition de 1891 du Trésor d'or de Bogatsky comme indiqué dans une revue de l'édition dans The Academy, Volume 40, à la page 581.
9. De nombreuses anecdotes, ainsi que des lettres de lui, sont contenues dans le "Life and Times of the Countess of Huntingdon", et dans le Congregational Magazine pour 1841 et 1845[19].

## Biobliographie
- Joseph Philpot, Croquis pastoraux des hommes de foi (2006)
- Nigel R. Pibworth, The Gospel Pedlar : L'histoire de John Berridge et le renouveau du XVIIIe siècle (1987)
- Nigel R. Pibworth (éd. ), Les lettres de John Berridge d'Everton : une spiritualité singulière (2015)
- Une critique de The Christian World Unmasked dans The Monthly Review, Volume 48 (1773), 333.
- Une lettre de Berridge d'Everton, 22 avril 1769, dans The Missionary Magazine for 1801: A periodical Monthly Publication, Vol VI, 162.
- Une description de Berridge en tant qu'hymniste dans John Julian, A Dictionary of Hymnology (Londres : John Murray, 1907), 138.